# Komenda Wojewódzka Policji z siedzibą w Radomiu
Komenda Wojewódzka Policji z siedzibą w Radomiu – jednostka organizacyjna Policji obejmująca swoim zasięgiem terytorium województwa mazowieckiego z wyłączeniem obszaru aglomeracji warszawskiej, czyli terytoria powiatów: białobrzeskiego, ciechanowskiego, garwolińskiego, gostynińskiego, grójeckiego, kozienickiego, lipskiego, łosickiego, makowskiego, mławskiego, ostrołęckiego, ostrowskiego, płockiego, płońskiego, przasnyskiego, przysuskiego, pułtuskiego, radomskiego, siedleckiego, sierpeckiego, sochaczewskiego, sokołowskiego, szydłowieckiego, węgrowskiego, wyszkowskiego, zwoleńskiego, żuromińskiego, żyrardowskiego. Podlega bezpośrednio Komendzie Głównej Policji. Stanowisko Komendanta Wojewódzkiego Policji pełni nadinsp. Waldemar Wołowiec.

## Struktura organizacyjna Komendy

### Komórki podległe Komendantowi Wojewódzkiemu
- Wydział Kadr i Szkolenia
- Wydział Kontroli
- Wydział Komunikacji Społecznej
- Wydział Finansów
- Wydział Ochrony Informacji Niejawnych
- Rzecznik Prasowy
- Zespół Prasowy
- Zespół Prawny
- Sekcja Psychologów
- Zespół ds. Bezpieczeństwa i Higieny Pracy
- Jednoosobowe Stanowisko ds. Audytu Wewnętrznego

### Komórki podległe I Zastępcy Komendanta Wojewódzkiego
- Sztab Policji
- Wydział Prewencji
- Wydział Konwojowy
- Wydział Ruchu Drogowego
- Wydział Postępowań Administracyjnych
- Samodzielny Pododdział Prewencji Policji w Radomiu
- Samodzielny Pododdział Prewencji Policji w Płocku
- Samodzielny Pododdział Kontrterrorystyczny Policji

### Komórki podległe Zastępcy Komendanta Wojewódzkiego
- Wydział Kryminalny
- Wydział Dochodzeniowo-Śledczy
- Wydział do walki z Przestępczością Narkotykową
- Wydział do walki z Przestępczością Gospodarczą
- Wydział do walki z Korupcją
- Laboratorium Kryminalistyczne
- Wydział Wywiadu Kryminalnego
- Wydział Techniki Operacyjnej
- Wydział Łączności i Informatyki
- Wydział Gospodarki Materiałowo-Technicznej
- Wydział Inwestycji i Remontów
- Wydział Transportu
- Sekcja Zamówień Publicznych
- Zespół Funduszy Pomocowych

## Kierownictwo
- nadinsp. Waldemar Wołowiec, Komendant Wojewódzki,
  - insp. Piotr Janik, p.o. I Zastępcy Komendanta Wojewódzkiego,
  - insp. Paweł Herbuś, Zastępca Komendanta Wojewódzkiego
  - insp. Jerzy Sztuc, p.o. Zastępcy Komendanta Wojewódzkiego

Komendantami wojewódzkimi z siedzibą w Radomiu byli:
- 1997–2002: nadinsp. Zdzisław Marcinkowski,
- 2002–2005: nadinsp. Wiesław Stach,
- 2005–2006: nadinsp. Bogdan Klimek,
- 2006–2007: insp. Arkadiusz Pawełczyk,
- 2007–2009: insp. Igor Parfieniuk,
- 2009–2012: nadinsp. Ryszard Szkotnicki,
- 2012–2013: mł. insp. Rafał Batkowski,
- 2013–2015: insp. Cezary Popławski,
- 2015–2016: insp. Rafał Korczak,
- 2016–2019: insp. Tomasz Michułka,
- 2019–2020: mł. insp. Zbigniew Mikołajczyk,
- 2020–2021: nadinsp. Michał Ledzion.

## Podległe jednostki terenowe
Komendzie Wojewódzkiej Policji z siedzibą w Radomiu podlegają następujące jednostki terenowe:

- KMP Ostrołęka,
- KMP Płock,
- KMP Radom,
- KMP Siedlce,
- KPP Białobrzegi,
- KPP Ciechanów,
- KPP Garwolin,
- KPP Gostynin,
- KPP Grójec,
- KPP Kozienice,
- KPP Lipsko,
- KPP Łosice,
- KPP Maków Mazowiecki,
- KPP Mława,
- KPP Ostrów Mazowiecka,
- KPP Płońsk,
- KPP Przasnysz,
- KPP Przysucha,
- KPP Pułtusk,
- KPP Sierpc,
- KPP Sochaczew,
- KPP Sokołów Podlaski,
- KPP Szydłowiec,
- KPP Węgrów,
- KPP Wyszków,
- KPP Zwoleń,
- KPP Żuromin,
- KPP Żyrardów.